# BR-285
La BR-285 es una carretera federal brasileña que se inicia en cercanías de Araranguá, en el estado de Santa Catarina, y atraviesa la sierra y altiplanicie de Rio Grande do Sul. Tiene una extensión aproximada de 674,5 km, pasando por ciudades como Vacaria, Lagoa Vermelha, Passo Fundo, Carazinho, Ijuí y São Luiz Gonzaga. Termina en el Puente de la Integración, en São Borja, que hace frontera con la Argentina.
Durante los meses de verano, la BR-285 recibe gran flujo de vehículos provenientes de Argentina, en dirección a las playas de Rio Grande do Sul y Santa Catarina. El trayecto se realiza entre São Borja (frontera con Argentina) y Vacaria. Desde allí, los conductores que deciden veranerar en las playas gaúchas descienden hasta Caxias do Sul para tomar la Ruta del Sol hasta Terra de Areia. Otra alternativa es ascender hasta Lages, ya en el estado de Santa Catarina, y desde allí proseguir hasta Florianópolis.
El tramo entre Vacaria y Araranguá, además de atravesar una parte de la sierra, cuenta con una baja infraestructura vial. Existe un tramo no asfaltado entre las ciudades de São José dos Ausentes y Timbé do Sul, por lo que el movimiento de vehículos es muy bajo. 
Durante 2012, comenzaron las obras de pavimentación para el tramo que va desde São José dos Ausentes hasta el límite con Santa Catarina. El siguiente tramo de 22,8 kilómetros, ya dentro de Santa Catarina, tiene atrasado el inicio de las obras, lo que generó el reclamo de varias asociaciones de empresarios de la zona.
En agosto de 2020, en el estado de Rio Grande do Sul, solo quedaban 8 km para la finalización total de la pavimentación de la BR-285 en el estado, entre la ciudad de São José dos Ausentes y el límite con Santa Catarina. Cuando esté terminado, será una ruta bioceánica, ya que se interconecta con las carreteras existentes en el norte de Argentina y llega a la costa chilena, en la ciudad portuaria de Antofagasta. Las obras de este tramo se reanudaron en 2022, con finalización prevista para 2024, debido a un puente 80m de alto y 400m de largo que se debe hacer.
En el tramo de Santa Catarina, en abril de 2022, las obras estaban casi concluidas en los últimos 22 km que necesitaban pavimentación entre Timbé do Sul y el límite con Rio Grande do Sul. Faltaban apenas 800 metros, en tramos de desnivel, con entrega prevista para julio de 2022.

## Recorrido

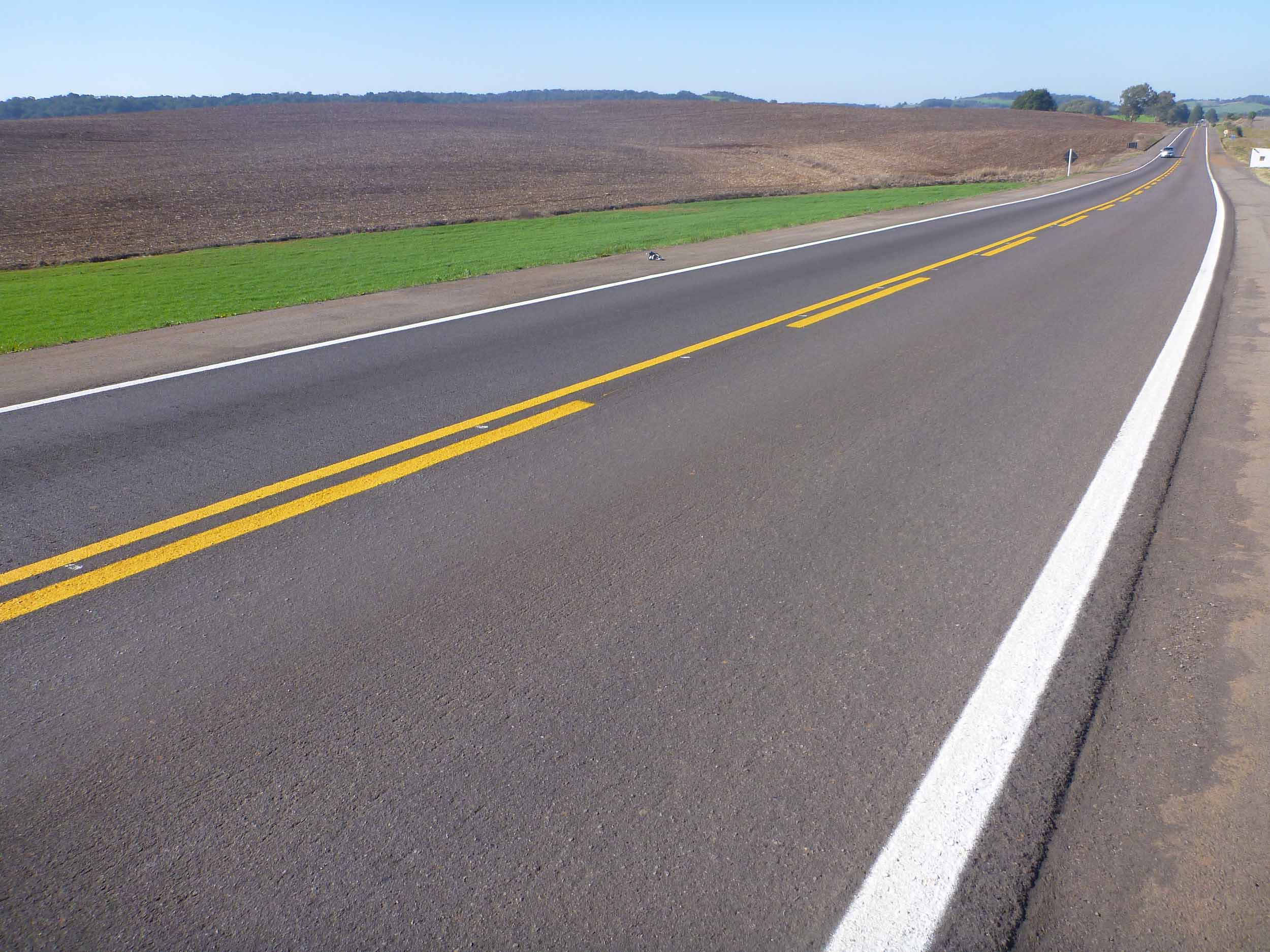
BR-285

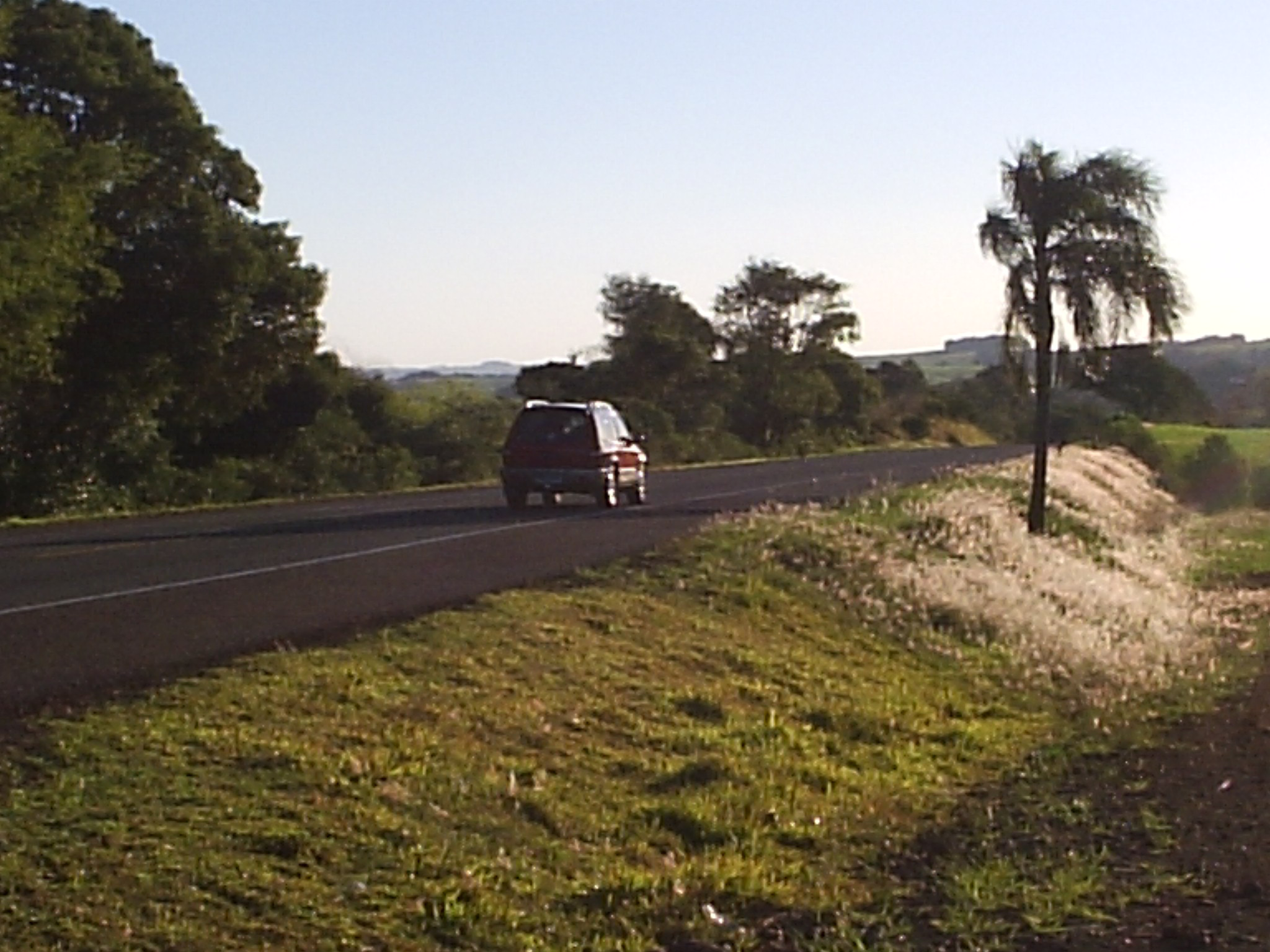
La BR-285 a su paso por la ciudad de Panambi, Rio Grande do Sul

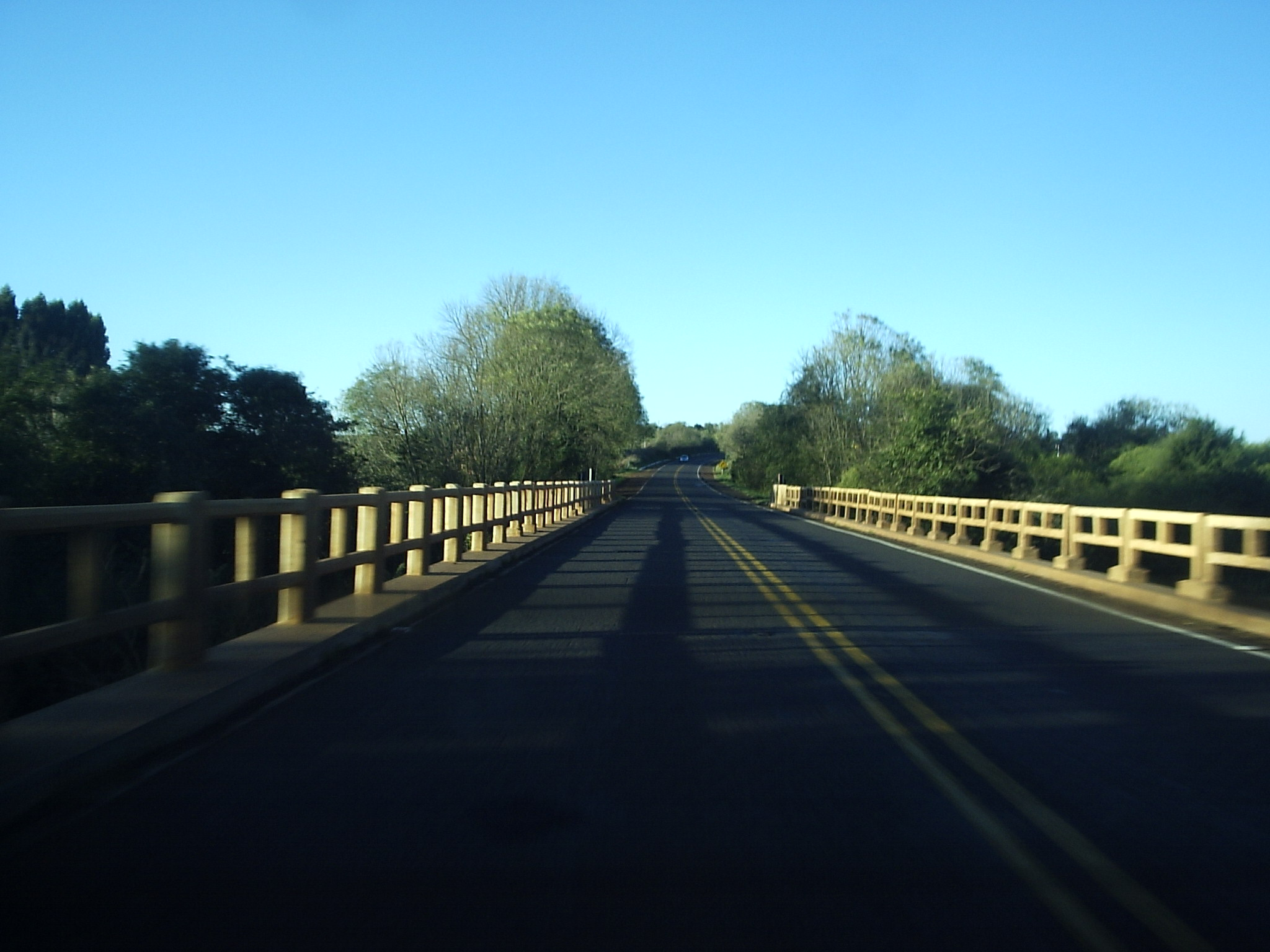
Puente sobre el río Caxambu.

Conecta, entre otras, a las siguientes ciudades:

### Santa Catarina
- Ermo
- Turvo
- Timbé do Sul

### Rio Grande do Sul
- São José dos Ausentes
- Bom Jesus
- Monte Alegre dos Campos
- Vacaria
- Muitos Capões
- Lagoa Vermelha
- Caseiros
- Ciríaco
- Água Santa
- Passo Fundo
- Santo Antônio do Planalto
- Carazinho
- Não-Me-Toque
- Colorado
- Saldanha Marinho
- Santa Bárbara do Sul
- Panambi
- Bozano
- Ijuí
- Coronel Barros
- Entre-Ijuís
- Vitória das Missões
- São Luiz Gonzaga
- Caibate
- Bossoroca
- Santo Antônio das Missões
- São Borja

## Peajes
Actualmente no existen peajes en esta ruta. Antiguamente había dos tramos de la BR-285 concesionados a empresas privadas: 66 kilómetros entre Vacaria y Lagoa Vermelha y 120 kilómetros entre Passo Fundo y Panambi. Las empresas concesionarias eran Rodosul y COVIPLAN
, pero las concesiones vencieron en el año 2013 y no fueron renovadas.

## Obras de pavimentación y proyecto de autovía
En agosto de 2010 fueron inauguradas las obras de pavimentación entre las ciudades de Vacaria y São José dos Ausentes, lo que tuvo un impacto económico positivo en la región y aumentó en un 20% la ocupación de las posadas de esta última ciudad. En agosto de 2012 se retoman las obras entre São José dos Ausentes y el límite con el estado de Santa Catarina. Del lado catarinense, los 22,8 kilómetros restantes siguen siendo de tierra y las obras se encuentran actualmente paralizadas. Debido a que es una de las carreteras más transitadas de la región, principalmente por camiones que trasladan sus mercaderías hacia Argentina y otros países del Mercosur, algunos municipios plantean la necesidad de construir una autovía en los puntos más críticos de la BR-285 que mejorarían el flujo vehicular y disminuiría la cantidad de accidentes.